# Falco jugger
El halcón yággar (Falco jugger) es una especie de ave falconiforme de la familia Falconidae nativa del sur de Asia. Se asemeja al halcón borni (Falco biarmicus), pero en general es más oscuro, negruzco y tiene plumas en el área del tibiotarso.

## Características
Es un halcón de tamaño mediano. Su forma es la del falco biarmicus, con quien a veces se denomina una sola especie. La longitud del cuerpo es entre 39 y 46 centímetros. La cola es de entre 16 y 21 centímetros de largo. Esta especie pertenece a un complejo grupo muy unido de halcones conocidos como hierofalcons. En este grupo existe una amplia evidencia de desenfrenada e incompleta hibridación en el linaje de clasificación, que confunde el análisis de secuencias de ADN. La radiación de la diversidad de la vida entera de hierofalcons parece haber tenido lugar en el interglaciar Riss-Würm en el inicio del Pleistoceno Superior, a tan sólo 130 000-115 000 años atrás, el halcón yággar representa un linaje que llegó a su actual gama en el este de África a través de la península arábiga que durante ese tiempo tuvo una mayor humedad en el clima que en la actualidad. 
Estas aves solían ser de los halcones más comunes en la región, pero el número ha disminuido notablemente en los últimos tiempos y hoy en día es una especie poco común. Las principales amenazas son la intensificación del uso de plaguicidas en la región que se utilizan como señuelo para atrapar a los halcones de gran tamaño.

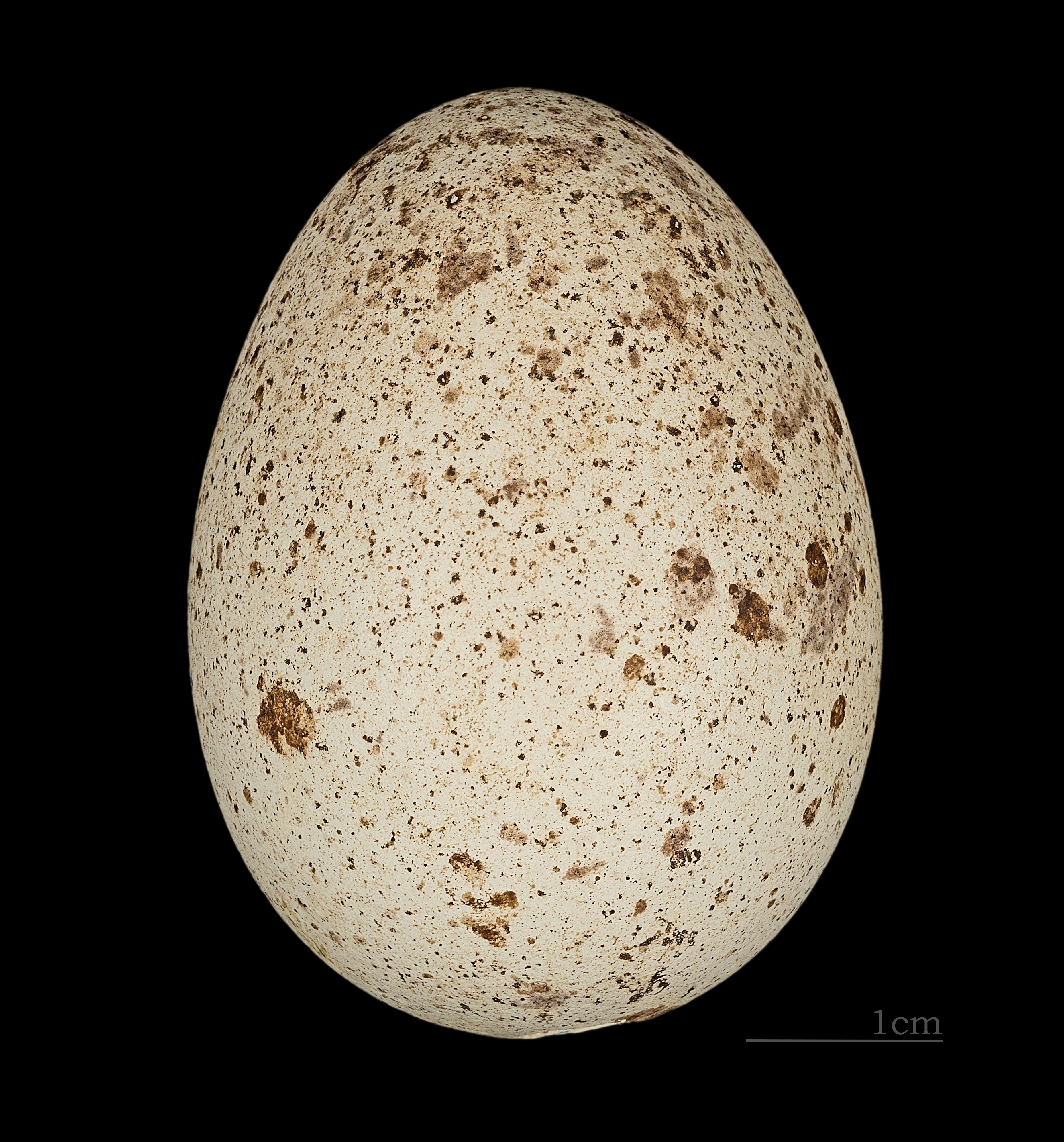
Huevo de Falco jugger

## Distribución y hábitat
Su hábitat natural  son los bosques secos, praderas, campos agrícolas, áreas semi-desérticas y áreas arboladas en las ciudades. La especie se encuentra normalmente sólo en altitudes hasta 1000 metros. El área de distribución incluye casi en totalidad a la India, Pakistán, Bangladés, Nepal y Bután, también el extremo sureste de Irán el sur de Turkmenistán y el sureste de Afganistán.
No se conocen subespecies de esta ave.